# Багрій Ольга Костянтинівна
Ольга Костянтинівна Багрій (до шлюбу — Шевцова; 29 серпня 1927 — 29 квітня 2022) — українська поетеса та прозаїк.

## Життєпис
Народилася у Білорусі 29 серпня 1927 року.
Першими творами були її спогади про війну, які вона почала записувати ще у студентські роки. Проте перші книги видавалися вже в зрілому віці.
Особливе місце в її роботі мала тема німецько-радянської війни. В дитячій пам'яті залишився жах концентраційних таборів, окупації, горя та болі білоруського народу. Про це вона пише в своїй книзі «Загублені у часі».
Одна за одною почали з'являтися її проза, віршові збірки, дитячі книги та нариси про тварин.
Любов, співчуття та піклування не тільки про сім'ю та друзів, але і про все людство, пройшли через всю її творчість та відбилися у поетичних рядках. Лінії її віршів та прози пронизані любов'ю та радістю життя; смутком і скорботою; вірою і надією; засудженням людських пороків; щирістю почуттів та чистотою душі; мудрістю і таїнством; міркуваннями про вічність у нескінченності.

Могила Ольги Багрій та її родини, Байкове кладовище

Ольга Багрій входила до Міжнародної асоціації письменників та публіцистів, була авторкою понад 17 книг.
Померла на 95-му році життя 29 квітня 2022 року. Похована на Байковому кладовищі разом із чоловіком та сином.

### Родина
Чоловік — науковець-економіст, доктор економічних наук Петро Багрій (1925—1983). Виховали сина Володимира (1951—2008).

## Творчий доробок (частковий)
1. Багрий, Ольга (2000). На крыльях веры и любви: [стихи]. Киев: Гнозис. 200с.
2. Багрий, Ольга (2001). Потерянные во времени. Киев: Гнозис. 196с.
3. Багрий, Ольга (2002). Осенняя круговерть: [стихи]. Киев: Феникс. 97с.
4. Багрий, Ольга и Буль, Валерий (2003). Верность. Песни, романсы, стихи. Киев: Феникс. 60 с.
5. Багрий, Ольга (2007). Полет души. Избранное. Киев: Феникс. 304с.
6. Багрий, Ольга (2010). Так захотел Господь. Киев: Феникс. 216с.
7. Багрий, Ольга (2012). Белый аист: [поэтическая коллекция]. Киев: Логос. 204с.
8. Багрий, Ольга (2013). Вера. Надежда. Любовь: [поэтическая коллекция]. Киев: Логос.176с.
9. Багрий, Ольга (2015). Призрачные дали: [поэтическая коллекция]. Киев: Логос. 160с.
10. Багрий, Ольга (2017). Вечность в бесконечности: [поэтическая коллекция]. Киев: Логос. 162с.
11. Багрий, Ольга (2000). Солнышко и мы: [стихи]. Киев: Гнозис. с.50.
12. Багрий, Ольга (2000). Мой новый друг: [стихи]. Рига: «JUMI». с.32.
13. Багрий, Ольга (2000). Mon Nouvel Ami: [Стихи. Французский]. Рига. с.32.
14. Багрий, Ольга (2000). Грибной дождик: [стихи]. Рига: «JUMI». с.36.
15. Багрий, Ольга (2003). Мои животные. Киев: Феникс. с.96.
16. Багрий, Ольга (2017). Зимние радости: [стихи]
17. Багрий, Ольга (2017). Мой новый друг: [Стихи. Французский]. Киев. с.32.